# Список Героев Социалистического Труда (Хзарджян — Хэ)
Эта страница является частью списка Героев Социалистического Труда и перечисляет в алфавитном порядке лиц, удостоенных звания Героя Социалистического Труда, чьи фамилии начинаются с буквы «Х», от Хзарджян до Хэ.
- Список не включает дважды и трижды Героев Социалистического Труда, а также лиц, лишённых этого звания.
- Список содержит информацию о датах жизни, роде деятельности и дате присвоения звания Героя.
- Герои, удостоенные звания посмертно, выделены в списке  серым цветом .
- Герои, сменившие фамилию после присвоения звания, приводятся в списках дважды, при этом строка с новой фамилией выделяется  бежевым цветом  и не имеет номера.

## Список людей, фамилии которых начинаются с «Х»
| Навигационная таблица | Навигационная таблица |
| --------------------- | --------------------- |
| «Х»                   | Хабаров — Хецурия     |
| «Х»                   | Хзарджян — Хэ         |

| №          | Фамилия, имя, отчество            | Даты жизни              | Деятельность | Дата присвоения | ГС         |
| ---------- | --------------------------------- | ----------------------- | --- | --------------- | ---------- |
| 1e-06      | Хзарджян Марта Артиновна          | 1915 — ????             | Звеньевая колхоза имени Берия Гагрского района Абхазской АССР | 03.05.1949      | [ ГС 1 ]   |
| 1          | Хидашели Евгений Тарасович        | 1903 — ????             | Звеньевой колхоза имени Сталина Зестафонского района Грузинской ССР | 09.08.1949      | [ ГС 2 ]   |
| 2          | Хидашели Ион Доментиевич          | 1917 — ????             | Звеньевой колхоза имени Молотова Зестафонского района Грузинской ССР | 09.08.1949      | [ ГС 3 ]   |
| 3          | Хидиров Хамро                     | род. 1927               | Бригадир колхоза «Узбекистан» Хатырчинского района Самаркандской области | 08.04.1971      |            |
| 4          | Хидиров Юсупжан                   | 1906 — ????             | Бригадир полеводческой бригады колхоза имени Хрущёва Алты-Арыкского района Ферганской области                                                                                               | 11.01.1957      | [ ГС 4 ]   |
| 5          | Хижниченко Илья Михайлович        | 07.1909 — 1992          | Старший агроном конного завода имени Будённого № 158 Сальского района Ростовской области | 29.10.1948      | [ ГС 5 ]   |
| 6          | Хижняк Елисей Максимович          | 14.06.1889 — 10.06.1961 | Председатель колхоза «Згода» Перещепинского района Днепропетровской области | 16.02.1948      | [ ГС 6 ]   |
| 7          | Хижняченко Пётр Евгеньевич        | 1907 — 1992             | Начальник шахты «Западная-Капитальная» треста «Несветайантрацит» комбината «Шахтантрацит» Министерства угольной промышленности СССР, Каменская область                                      | 26.04.1957      | [ ГС 7 ]   |
| 8          | Хилькевич Фёдор Александрович     | 28.02.1908 — 09.12.1973 | Начальник доменного цеха Нижне-Тагильского металлургического комбината Свердловского совнархоза                                                                                             | 19.07.1958      | [ ГС 8 ]   |
| 9          | Хилько Фёдор Васильевич           | 23.02.1915 — 08.01.1985 | Бригадир слесарей-монтажников судостроительного завода имени И. И. Носенко Херсонского совнархоза, гор. Николаев                                                                            | 12.12.1960      | [ ГС 9 ]   |
| 10         | Хильченко Александра Петровна     | 15.01.1914 — 22.05.1996 | Доярка племенного завода имени Кирова Токмакского района Запорожской области | 22.03.1966      | [ ГС 10 ]  |
| 11         | Химич Василий Петрович            | 10.10.1930 — 16.04.2014 | Бригадир тракторно-полеводческой бригады совхоза «Нежинский» Куйбышевского района Кокчетавской области                                                                                      | 08.04.1971      | [ ГС 11 ]  |
| 12         | Химич Георгий Лукич               | 04.11.1908 — 09.05.1994 | Главный конструктор металлургического оборудования Уральского завода тяжёлого машиностроения Свердловского совнархоза                                                                       | 19.07.1958      | [ ГС 12 ]  |
| 13         | Хинтибидзе Наташа Давидовна       | 1927 — ????             | Колхозница колхоза «Ахалгазрда Комунисти» Махарадзевского района Грузинской ССР | 29.08.1949      | [ ГС 13 ]  |
| 14         | Хинчалов Гази Магомедович         | 1884—1983               | Садовод колхоза «Красное Знамя» Лакского района Дагестанской АССР | 30.04.1966      | [ ГС 14 ]  |
| 15         | Хиониди Ираклий Исакович          | 10.07.1928 — 07.04.2007 | Колхозник колхоза имени Красной Армии Кобулетского района Аджарской АССР | 01.09.1951      | [ ГС 15 ]  |
| 16         | Хиониди Христула Михайловна       | 1916 — 1985             | Колхозница колхоза имени Красной Армии Кобулетского района Аджарской АССР | 29.08.1949      | [ ГС 16 ]  |
| 17         | Хирвонен Анна Григорьевна         | 05.07.1902 — 15.12.1978 | Доярка колхоза «Торма» Кингисеппского района Ленинградской области | 09.05.1949      | [ ГС 17 ]  |
| 18         | Хисамов Салохитдин                | 1902 — ????             | Заведующий Канибадамским районным отделом хлопководства Ленинабадской области | 26.06.1951      |            |
| 19         | Хисамутдинов Усман Камалеевич     | 06.11.1917 — 05.12.1985 | Председатель колхоза имени Кирова Илекского района Оренбургской области | 22.03.1966      | [ ГС 18 ]  |
| 20         | Хисматуллин Гарифьян Рахимьянович | 09.08.1932 — 15.11.2004 | Тракторист-машинист Первомайского совхоза Стерлитамакского района Башкирской АССР | 08.04.1971      | [ ГС 19 ]  |
| 21         | Хитири Шалва Арчилович            | 1914 — ????             | Секретарь Ланчхутского районного комитета Компартии (большевиков) Грузии | 29.08.1949      | [ ГС 20 ]  |
| 22         | Хлебников Борис Иванович          | 30.06.1922 — 01.01.2001 | Начальник испытательного отдела Государственного союзного конструкторского бюро специального машиностроения (Спецмаша) Государственного комитета Совета Министров СССР по оборонной технике | 17.06.1961      | [ ГС 21 ]  |
| 23         | Хлебородов Андрей Иванович        | 1896 — 10.1973          | Бригадир конного завода № 173 Днепропетровской области | 12.09.1949      | [ ГС 22 ]  |
| 24         | Хлебушкина Антонина Павловна      | 18.12.1914 — 18.11.1995 | Директор детского дома № 22, гор. Ташкент | 16.12.1987      | [ ГС 23 ]  |
| 25         | Хлебцов Константин Александрович  | род. 03.06.1954         | Звеньевой племзавода «Носовичи» Добрушского района Гомельской области | 17.08.1988      | [ ГС 24 ]  |
| 26         | Хлопин Виталий Григорьевич        | 26.01.1890 — 10.07.1950 | Директор Радиевого института Академии наук СССР, академик АН СССР, гор. Ленинград | 29.10.1949      | [ ГС 25 ]  |
| 27         | Хлопин Иван Никитич               | 03.12.1929 — 28.02.2013 | Старший загрузчик печей Уфалейского никелевого комбината Министерства цветной металлургии СССР, Челябинская область                                                                         | 30.03.1971      | [ ГС 26 ]  |
| 28         | Хлопкин Николай Сидорович         | 09.08.1923 — 19.12.2012 | Заместитель научного руководителя Института атомной энергии имени И. В. Курчатова, член-корреспондент Академии наук СССР, гор. Москва                                                       | 14.09.1977      | [ ГС 27 ]  |
| 29         | Хлусов Александр Петрович         | 23.08.1926 — 29.01.2014 | Бригадир комплексной бригады строительного управления «Промстрой» треста «Волгоградметаллургстрой» Министерства промышленного строительства СССР, гор. Волгоград                            | 12.05.1977      | [ ГС 28 ]  |
| 30         | Хлыбов Григорий Иванович          | 29.03.1925 — 06.12.2003 | Токарь-расточник Ижевского мотозавода Министерства общего машиностроения СССР, Удмуртская АССР                                                                                              | 26.07.1966      | [ ГС 29 ]  |
| 31         | Хлызов Фёдор Васильевич           | 07.01.1926 — 12.09.1999 | Бригадир токарей Златоустовского машиностроительного завода Министерства общего машиностроения СССР, Челябинская область                                                                    | 26.04.1971      | [ ГС 30 ]  |
| 32         | Хмаладзе Евгения Сабановна        | 1916 — ????             | Звеньевая колхоза «Шрома» Лагодехского района Грузинской ССР | 05.08.1949      |            |
| 33         | Хмарун Иван Фёдорович             | 08.03.1916 — 13.11.1998 | Бригадир комплексной бригады строительного управления № 131 треста № 20, гор. Светлогорск Гомельской области                                                                                | 11.08.1966      | [ ГС 31 ]  |
| 34         | Хмелёв Анатолий Яковлевич         | 13.11.1934 — 01.07.1994 | Бригадир проходчиков шахты «Октябрьская» производственного объединения «Ленинскуголь» Министерства угольной промышленности СССР, Кемеровская область                                        | 02.03.1981      | [ ГС 32 ]  |
| 35         | Хмелькова Татьяна Ивановна        | 21.01.1921 — 25.02.2001 | Свинарка совхоза «Россонский» Россонского района Витебской области | 22.03.1966      | [ ГС 33 ]  |
| 36         | Хмиль Мария Юрьевна               | род. 04.08.1928         | Звеньевая колхоза имени Жданова Рудковского района Дрогобычской области | 27.07.1954      | [ ГС 34 ]  |
| 37         | Хмылко Вадим Владимирович         | 10.01.1924 — 21.07.1972 | Первый секретарь Псковского райкома КПСС, Псковская область | 30.04.1966      | [ ГС 35 ]  |
| 38         | Хобта Елена Семёновна             | 27.05.1882 — 23.04.1960 | Звеньевая колхоза имени Шевченко Переяслав-Хмельницкого района Киевской области | 16.02.1948      | [ ГС 36 ]  |
| 39         | Хованский Николай Петрович        | 18.01.1923 — 14.01.1974 | Председатель колхоза имени XXII съезда КПСС Гомельского района Гомельской области | 22.03.1966      | [ ГС 37 ]  |
| 40         | Ходаковский Николай Николаевич    | 1932—1979               | Бригадир тракторно-полеводческой бригады госплемзавода «Широкое» Симферопольского района Крымской области                                                                                   | 08.12.1973      | [ ГС 38 ]  |
| 41         | Ходаковский Феликс Викентьевич    | 01.03.1938 — 02.10.2022 | Производитель работ строительно-монтажного поезда № 229 управления строительства «Ангарстрой» Министерства транспортного строительства СССР, Иркутская область                              | 12.04.1966      | [ ГС 39 ]  |
| 42         | Ходаренко Михаил Мефодьевич       | 03.02.1935 — 15.11.2010 | Дорожный мастер Новокузнецкой дистанции пути Западно-Сибирской железной дороги, Кемеровская область                                                                                         | 17.10.1985      | [ ГС 40 ]  |
| 43         | Ходарковский Борис Петрович       | 07.01.1931 — 25.06.2008 | Машинист сырьевых мельниц Спасского цементного завода Министерства промышленности строительных материалов СССР, Приморский край                                                             | 28.07.1966      | [ ГС 41 ]  |
| 44         | Ходжагельдыев Иламан              | род. 1936               | Старший прессовщик Марыйского хлопкоочистительного завода имени В. П. Чкалова Министерства лёгкой промышленности Туркменской ССР                                                            | 16.01.1974      | [ ГС 42 ]  |
| 45         | Ходжагельдыев Хумметгулы          | род. 1933               | Главный врач участковой больницы Кушкинского района Марыйской области | 23.10.1978      | [ ГС 43 ]  |
| 46         | Ходжаев Джура                     | 1889 — ????             | Бригадир колхоза имени Кирова Комсомольского района Самаркандской области | 12.07.1949      |            |
| 47         | Ходжаев Искандер                  | 1913 — ????             | Бригадир колхоза «40 лет ТССР» Ташаузского района Туркменской ССР | 30.04.1966      |            |
| 48         | Ходжаев Насыр Садыкович           | 1919 — 03.10.1988       | Заведующий отделением медико-санитарной части Ташкентского авиационного завода имени В. П. Чкалова Министерства авиационной промышленности СССР                                             | 04.02.1969      | [ ГС 44 ]  |
| 49         | Ходжаев Сырож                     | 1908 — ????             | Звеньевой колхоза имени Орджоникидзе Сталинабадского района Сталинабадской области | 03.05.1949      |            |
| 50         | Ходжакулиева Джума                | 1903 — ????             | Звеньевая колхоза «Красная Армия» Тахта-Базарского района Марыйской области | 05.04.1948      | [ ГС 45 ]  |
| 51         | Ходжамедов Шахмед                 | 1905 — ????             | Бригадир колхоза «Большевик» Куня-Ургенчского района Ташаузской области | 30.07.1951      | [ ГС 46 ]  |
| 52         | Ходжамияров Чары                  | 1897 — ????             | Звеньевой колхоза «Мехнат-Рохат» Джар-Курганского района Сурхан-Дарьинской области | 18.05.1949      |            |
| 53         | Ходжамурадова Набат               | 1914 — ????             | Звеньевая колхоза «Зарпчи» Марыйского района Марыйской области | 05.04.1948      | [ ГС 47 ]  |
| 54         | Ходжаназаров Абдугаффар           | 1922 — ????             | Бригадир колхоза «Кызыл Октябрь» Кумкурганского района Сурхандарьинской области | 20.02.1978      | [ ГС 48 ]  |
| 55         | Ходжаназаров Имомназар            | 12.05.1929 — 13.09.2010 | Председатель колхоза имени Калинина Аштского района Ленинабадской области | 22.07.1991      |            |
| 56         | Ходжгуров Адьян Тюрбеевич         | 10.06.1929 — 06.02.2006 | Старший чабан совхоза имени Х. М. Джалыкова Каспийского района Калмыцкой АССР | 12.03.1981      | [ ГС 49 ]  |
| 57         | Ходжибеков Худайкул               | 1902 — 07.05.1966       | Первый секретарь Мархаматского райкома Компартии Узбекистана Андижанской области | 11.01.1957      | [ ГС 50 ]  |
| 58         | Ходжиев Сатар                     | 1917 — ????             | Бригадир тракторной бригады 2-й Ташкентской МТС Ташкентской области | 27.04.1948      |            |
| 59         | Ходжиев Тохта                     | 1905 — ????             | Звеньевой колхоза имени Кирова Комсомольского района Самаркандской области | 12.07.1949      |            |
| 60         | Ходжимуратов Акбар                | 1939 — ????             | Бригадир комплексно-механизированной хлопководческой бригады совхоза «40 лет Таджикистана» Зафарободского района Ленинабадской области                                                      | 10.12.1973      | [ ГС 51 ]  |
| 61         | Ходырев Геннадий Егорович         | 07.12.1932 — 07.06.1995 | Бригадир горнопроходческой бригады Северо-Восточного территориального геологического управления Министерства геологии РСФСР, Омсукчанский район Магаданской области                         | 20.08.1973      | [ ГС 52 ]  |
| 62         | Ходьяло Дмитрий Константинович    | 01.05.1937 — 26.09.2021 | Бригадир оленеводческой бригады совхоза «Омолон» Билибинского района Чукотского автономного округа Магаданской области                                                                      | 24.04.1987      | [ ГС 53 ]  |
| 63         | Холбабаев Умар                    | 1898 — ????             | Бригадир колхоза имени Кирова Комсомольского района Самаркандской области | 12.07.1949      |            |
| 64         | Холбабаева Миниш                  | род. 1922               | Звеньевая колхоза «Кзыл Нишон» Пахтаабадского района Сталинабадской области | 01.03.1948      |            |
| 65         | Холбобоев Рахимбобо               | 1908—1985               | Звеньевой колхоза «Правда» Ленинабадского района Ленинабадской области | 01.03.1948      |            |
| 66         | Холдаров Малик                    | 13.03.1930 — ????       | Буровой мастер Канимансурской геологоразведочной экспедиции Управления геологии Совета Министров Таджикской ССР                                                                             | 04.07.1966      |            |
| 67         | Холиков Собиржон                  | 1926 — ????             | Бригадир совхоза имени Кирова Кировского района Ферганской области | 20.02.1978      | [ ГС 54 ]  |
| 68         | Холикова Амирхон                  | род. 1932               | Бригадир колхоза «Правда» Андижанского района Андижанской области | 08.04.1971      |            |
| 69         | Холкузиев Юсуп                    | 1898 — ????             | Звеньевой садово-виноградного совхоза № 1 Министерства пищевой промышленности СССР, Сталинабадская область                                                                                  | 06.10.1950      |            |
| 70         | Холманский Иван Васильевич        | 08.04.1924 — 14.04.2006 | Механизатор совхоза «Табулгинский» Чистоозёрного района Новосибирской области | 23.06.1966      | [ ГС 55 ]  |
| 71         | Холмурадов Джабор                 | 1896 — ????             | Бригадир полеводческой бригады хлопкового совхоза «Курган-Тюбе» Министерства совхозов СССР, Курган-Тюбинский район Сталинабадской области                                                   | 01.04.1948      |            |
| 72         | Холов Закирло                     | 1914 — ????             | Бригадир колхоза «Рохи Сталин» Гиссарского района Сталинабадской области | 01.03.1948      |            |
| 73         | Холов Курбонмурад                 | 1928 — ????             | Бригадир совхоза-техникума имени Куйбышева Курган-Тюбинского района Курган-Тюбинской области                                                                                                | 07.03.1980      |            |
| 74         | Холов Шараб                       | 1909 — ????             | Звеньевой колхоза «Кзыл-Юлдуз» Китабского района Кашка-Дарьинской области | 18.05.1949      |            |
| 75         | Холодницкий Василий Яковлевич     | 1912—1991               | Главный агроном районного отдела сельского хозяйства Северского района Краснодарского края                                                                                                  | 06.05.1948      | [ ГС 56 ]  |
| 76         | Холодов Владимир Петрович         | 27.11.1930 — 17.06.2000 | Бригадир слесарей-сборщиков Харьковского завода «Электротяжмаш» имени В. И. Ленина Министерства электротехнической промышленности СССР                                                      | 12.05.1977      | [ ГС 57 ]  |
| 77         | Холодов Павел Самойлович          | 1904 — ????             | Директор Меркенского свеклосовхоза Министерства пищевой промышленности СССР, Меркенский район Джамбулской области                                                                           | 08.05.1948      | [ ГС 58 ]  |
| 78         | Холопов Виктор Михайлович         | 01.03.1910 — 13.01.2007 | Директор Кондопожского целлюлозно-бумажного комбината имени С. М. Кирова Министерства целлюлозно-бумажной промышленности СССР, Карельская АССР                                              | 20.04.1971      | [ ГС 59 ]  |
| 79         | Холявко Алексей Павлович          | 05.04.1933 — 12.10.2003 | Комбайнёр совхоза «Яланский» Сафакулевского района Курганской области | 08.04.1971      | [ ГС 60 ]  |
| 80         | Холявко Владимир Васильевич       | 04.03.1934 — ????       | Сталевар Макеевского металлургического завода имени С. М. Кирова Министерства чёрной металлургии Украинской ССР, Донецкая область                                                           | 22.03.1966      | [ ГС 61 ]  |
| 81         | Хоменко Фёдор Пантелеймонович     | 05.08.1934 — 10.09.2016 | Дояр колхоза имени Горького Ильинецкого района Винницкой области | 22.03.1966      | [ ГС 62 ]  |
| 82         | Хомизурашвили Николай Михайлович  | 19.09.1900 — 01.02.1971 | Директор Грузинского научно-исследовательского института садоводства, виноградарства и виноделия, Грузинская ССР                                                                            | 02.04.1966      | [ ГС 63 ]  |
| 83         | Хомич Дмитрий Григорьевич         | род. 1931               | Бригадир проходчиков шахты «Червона зирка» производственного объединения «Торезантрацит» Министерства угольной промышленности Украинской ССР, Донецкая область                              | 09.07.1980      | [ ГС 64 ]  |
| 84         | Хомко Пётр Арсентьевич            | 07.09.1912 — 08.02.1985 | Первый секретарь Березовского райкома Компартии Украины, Одесская область | 26.02.1958      | [ ГС 65 ]  |
| 85         | Хомяк Мария Николаевна            | род. 1929               | Звеньевая колхоза имени Кирова Турийского района Волынской области | 08.04.1971      |            |
| 86         | Хомяк Софья Кузьмовна             | 06.10.1929 — 2003       | Звеньевая колхоза «Перше Травня» Литинского района Винницкой области | 28.08.1952      | [ ГС 66 ]  |
| 87         | Хомяков Андрей Петрович           | 30.10.1908 — 30.08.1973 | Председатель колхоза «Кавказ» Курганинского района Краснодарского края | 30.04.1966      | [ ГС 67 ]  |
| 88         | Хомякова Нина Яковлевна           | 02.10.1936 — 26.12.2018 | Бригадир-хмелевод колхоза «Серп и молот» Суражского района Брянской области | 30.04.1966      | [ ГС 68 ]  |
| 89         | Хон Николай                       | 09.01.1923 — 02.10.1992 | Звеньевой колхоза «Правда» Верхне-Чирчикского района Ташкентской области | 17.07.1951      | [ ГС 69 ]  |
| 90         | Хондожко Анастасия Ивановна       | 25.05.1924 — 13.12.2000 | Бригадир цеха № 7 Шосткинского завода «Звезда» Министерства машиностроения СССР, Сумская область                                                                                            | 26.04.1971      | [ ГС 70 ]  |
| 91         | Хорбут Александра Михайловна      | 26.06.1925 — 04.05.1995 | Звеньевая колхоза имени Хрущёва Кицманского района Черновицкой области | 16.02.1948      | [ ГС 71 ]  |
| 92         | Хорешков Пётр Степанович          | 24.01.1918 — 30.08.1990 | Бригадир тракторной бригады Луговской МТС Джамбулской области | 28.03.1948      | [ ГС 72 ]  |
| 93         | Хориков Михаил Петрович           | 24.01.1916 — 15.08.2004 | Главный конструктор Уральского оптико-механического завода Министерства оборонной промышленности СССР, гор. Свердловск                                                                      | 26.04.1971      | [ ГС 73 ]  |
| 94         | Хоришко Анна Петровна             | 10.01.1927 — 16.07.2000 | Звеньевая колхоза имени Чкалова Ново-Московского района Днепропетровской области | 04.03.1949      | [ ГС 74 ]  |
| 95         | Хорол Давид Моисеевич             | 04.02.1920 — 19.02.1990 | Главный конструктор направления — заместитель генерального директора по науке Центрального конструкторского бюро «Геофизика» Министерства оборонной промышленности СССР, гор. Москва        | 23.07.1981      | [ ГС 75 ]  |
| 96         | Хорольский Анатолий Иванович      | 24.11.1930 — 31.08.2008 | Токарь Минского завода электронно-вычислительных машин имени Г. К. Орджоникидзе Министерства радиопромышленности СССР                                                                       | 26.04.1971      | [ ГС 76 ]  |
| 97         | Хоронько Сергей Леонтьевич        | 19.11.1919 — 28.06.1982 | Бригадир тракторной бригады Заобской МТС Новосибирского района Новосибирской области | 20.03.1949      | [ ГС 77 ]  |
| 98         | Хорошенин Геннадий Александрович  | 21.10.1932 — 06.11.1988 | Слесарь-электромонтажник Ижевского машиностроительного завода, Удмуртская АССР | 28.05.1960      | [ ГС 78 ]  |
| 99         | Хорошилова Александра Ивановна    | 19.04.1913 — 27.10.1987 | Звеньевая колхоза имени Ленина Курганинского района Краснодарского края | 24.02.1948      | [ ГС 79 ]  |
| 100        | Хорошилова Анна Васильевна        | 14.09.1931 — 02.12.2011 | Бригадир колхоза имени Ленина Приморско-Ахтарского района Краснодарского края | 30.04.1966      | [ ГС 80 ]  |
| 101        | Хороших Алексей Трофимович        | 1923—2001               | Старший чабан племзавода «Первомайский» Нукутского района Усть-Ордынского Бурятского национального округа Иркутской области                                                                 | 23.12.1976      | [ ГС 81 ]  |
| 102        | Хорошун Кирилл Александрович      | 07.07.1904 — 15.03.1975 | Директор племенного молочного совхоза «Нижне-Иртышский» Министерства совхозов СССР, Саргатский район Омской области                                                                         | 12.11.1951      | [ ГС 82 ]  |
| 103        | Хоружа Василий Константинович     | 08.05.1934 — 27.01.2020 | Бригадир водителей автомобилей автоколонны № 1412 Министерства автомобильного транспорта РСФСР, Ивановская область                                                                          | 02.04.1981      | [ ГС 83 ]  |
| 104        | Хоружева Анна Яковлевна           | 1919 — ????             | Доярка Фрунзенской экспериментальной фермы Киргизского научно-исследовательского института животноводства                                                                                   | 16.10.1950      | [ ГС 84 ]  |
| 105        | Хосровян Самвел Сандроевич        | 1928 — ????             | Звеньевой колхоза «Бекум» Сисианского района Армянской ССР | 16.04.1949      | [ ГС 85 ]  |
| 106        | Хотеев Анатолий Петрович          | 1925 — 22.09.1991       | Рабочий предприятия Министерства общего машиностроения СССР, гор. Москва | 26.04.1971      |            |
| 107        | Хотенков Иван Ильич               | 05.1917 — 08.07.1991    | Мастер прокатного цеха Макеевского металлургического завода имени Кирова Сталинского совнархоза                                                                                             | 19.07.1958      | [ ГС 86 ]  |
| 108        | Хотулев Никита Михайлович         | 12.03.1911 — 12.01.1979 | Бригадир комплексной бригады управления строительства основных сооружений Братскгэсстроя Министерства строительства электростанций СССР, Иркутская область                                  | 28.05.1960      | [ ГС 87 ]  |
| 109        | Хотько (Ходько) Дмитрий Фёдорович | 1905 — ????             | Старший механик Восточенской МТС Минусинского района Красноярского края | 07.01.1948      | [ ГС 88 ]  |
| 110        | Хотько Елена Георгиевна           | 28.11.1928 — 24.11.1990 | Доярка колхоза «1 Мая» Слуцкого района Минской области | 06.09.1973      | [ ГС 89 ]  |
| 111        | Хохлачёв Борис Александрович      | 11.03.1925 — 10.03.1992 | Директор Ульяновского цементного завода Министерства промышленности строительных материалов СССР, Ульяновская область                                                                       | 08.01.1974      | [ ГС 90 ]  |
| 112        | Хохлов Виктор Михайлович          | 1917 — ????             | Работник предприятия Министерства общего машиностроения СССР, Днепропетровская область | 23.07.1969      |            |
| 113        | Хохлов Иван Артемьевич            | 05.05.1927 — 07.09.1998 | Старший аппаратчик Чапаевского завода химических удобрений Министерства химической промышленности СССР, Куйбышевская область                                                                | 28.05.1966      | [ ГС 91 ]  |
| 114        | Хохлов Иван Тихонович             | 20.01.1932 — 20.03.2013 | Заместитель командира Тюменской авиационной группы по лётной службе Уральского управления гражданской авиации Министерства гражданской авиации СССР                                         | 15.08.1966      | [ ГС 92 ]  |
| 115        | Хохлов Николай Александрович      | 05.12.1927 — 06.02.2001 | Мастер медного завода Норильского горно-металлургического комбината имени А. П. Завенягина Министерства цветной металлургии СССР, Красноярский край                                         | 18.07.1975      | [ ГС 93 ]  |
| 116        | Хохлов Николай Дмитриевич         | 03.12.1918 — 30.11.1999 | Главный инженер завода № 586 Государственного комитета Совета Министров СССР по оборонной технике, гор. Днепропетровск                                                                      | 17.06.1961      | [ ГС 94 ]  |
| 116.000002 | Хохлова Ирина Дмитриевна          | 18.10.1926 — ????       | Звеньевая семеноводческого совхоза имени Нансена Министерства совхозов СССР, Апостоловский район Днепропетровской области                                                                   | 16.04.1949      | [ ГС 95 ]  |
| 117        | Хохлова Мария Илларионовна        | 1910—1981               | Доярка совхоза «Холмогорка» Министерства мясной и молочной промышленности СССР, Волоколамский район Московской области                                                                      | 01.10.1952      |            |
| 118        | Хохрин Николай Анатольевич        | 15.12.1927 — 14.05.1999 | Комбайнёр совхоза «Заларинский» Заларинского района Иркутской области | 23.06.1966      | [ ГС 96 ]  |
| 119        | Хоцкин Илья Дмитриевич            | род. 1923               | Бригадир комплексной бригады строительного управления № 6 управления «Амурсельстрой» Министерства сельского строительства РСФСР, Амурская область                                           | 07.05.1971      |            |
| 120        | Хоштария Иван Александрович       | 1909 — ????             | Звеньевой колхоза имени Орджоникидзе Абашского района Грузинской АССР | 21.02.1948      | [ ГС 97 ]  |
| 121        | Храбров Константин Иванович       | 02.10.1909 — 25.05.1968 | Бригадир плотников управления начальника работ № 25 строительного треста № 203 Архангельского совнархоза, гор. Северодвинск                                                                 | 09.08.1958      | [ ГС 98 ]  |
| 122        | Храбцова Зоя Александровна        | род. 02.02.1930         | Шприцовщица колбасного завода Ленинградского мясокомбината Министерства мясной и молочной промышленности РСФСР                                                                              | 14.06.1966      | [ ГС 99 ]  |
| 123        | Храмов Михаил Фёдорович           | 27.02.1922 — 09.07.2001 | Токарь завода № 292 Приволжского совнархоза, гор. Саратов | 28.04.1963      | [ ГС 100 ] |
| 123.000003 | Храмова Валентина Тимофеевна      | 18.06.1924 — 01.04.2006 | Колхозница колхоза имени Сталина Вурнарского района Чувашской АССР | 13.07.1950      | [ ГС 101 ] |
| 124        | Храмцов Александр Иванович        | 10.05.1921 — 19.11.2004 | Зуборезчик Уралмашзавода имени С. Орджоникидзе Министерства тяжёлого, транспортного и энергетического машиностроения СССР, гор. Свердловск                                                  | 09.07.1966      | [ ГС 102 ] |
| 125        | Храпач Никита Исаакович           | 1908—1970               | Председатель колхоза «Спильна праця» Груньского района Сумской области | 16.02.1948      |            |
| 126        | Храпченко Михаил Борисович        | 21.11.1904 — 15.04.1986 | Академик-секретарь отделения литературы и языка Академии наук СССР, гор. Москва | 16.11.1984      | [ ГС 103 ] |
| 127        | Хребто Гавриил Никифорович        | 1907 — ????             | Бригадир колхоза имени Горького Сахновщинского района Харьковской области | 23.06.1966      |            |
| 128        | Хрей Прасковья Андреевна          | род. 1922               | Звеньевая Пустовойтовского свеклосовхоза Министерства пищевой промышленности СССР, Глобинский район Полтавской области                                                                      | 29.08.1949      | [ ГС 104 ] |
| 129        | Хренников Тихон Николаевич        | 10.06.1913 — 14.08.2007 | Первый секретарь Правления Союза композиторов СССР, народный артист СССР, гор. Москва | 09.06.1973      | [ ГС 105 ] |
| 130        | Хренов Иван Иванович              | 1901—1955               | Председатель колхоза «Труд» Загорского района Московской области | 04.03.1949      | [ ГС 106 ] |
| 131        | Хржонстовский Рудольф Ольгердович | 01.07.1917 — 08.08.2010 | Старший агроном Больше-Уринской МТС Канского района Красноярского края | 07.01.1948      | [ ГС 107 ] |
| 132        | Хрипливый Василий Иванович        | 06.01.1929 — 25.11.2010 | Агроном колхоза имени Кирова Бершадского района Винницкой области | 31.12.1965      | [ ГС 108 ] |
| 133        | Хрипунов Николай Фёдорович        | 08.12.1937 — 26.05.2005 | Генеральный директор Воскресенского производственного объединения «Минудобрения» имени В. В. Куйбышева Министерства по производству минеральных удобрений СССР, Московская область          | 03.06.1986      | [ ГС 109 ] |
| 134        | Христенко Варвара Трофимовна      | 20.04.1920 — 2005       | Звеньевая колхоза «Культура» Старо-Бешевского района Сталинской области | 17.06.1949      | [ ГС 110 ] |
| 135        | Христенко Василий Тимофеевич      | 12.04.1925 — 09.02.2010 | Первый секретарь Шипуновского райкома КПСС, Алтайский край | 13.12.1972      | [ ГС 111 ] |
| 136        | Христианович Сергей Алексеевич    | 09.11.1908 — 28.04.2000 | Научный руководитель Всесоюзного института физико-технических и радиотехнических измерений, академик Академии наук СССР, гор. Москва                                                        | 13.03.1969      | [ ГС 112 ] |
| 137        | Христич Мария Феоктистовна        | 24.04.1921 — 23.02.1997 | Звеньевая молочного совхоза «Никитовский» Министерства совхозов СССР, Дзержинский район Сталинской области                                                                                  | 14.05.1949      | [ ГС 113 ] |
| 138        | Христофоров Михаил Николаевич     | 13.10.1925 — 15.07.2003 | Шлифовщик Московского радиотехнического завода Министерства радиопромышленности СССР | 26.04.1971      | [ ГС 114 ] |
| 139        | Хритина Лидия Сергеевна           | 1918 — ????             | Помощник мастера хлопчатобумажной прядильно-ткацкой фабрики имени Лакина Министерства лёгкой промышленности РСФСР, гор. Лакинск Владимирской области                                        | 09.06.1966      | [ ГС 115 ] |
| 140        | Хрищанович Александр Степанович   | 28.02.1899 — 11.05.1965 | Буровой мастер треста «Апшероннефть» Министерства нефтяной промышленности южных и западных районов СССР, Краснодарский край                                                                 | 08.05.1948      | [ ГС 116 ] |
| 141        | Хромейко Анна Семёновна           | 09.05.1930 — 23.05.2020 | Доярка хозяйства областной сельскохозяйственной опытной станции Гусятинкого района Тернопольской области                                                                                    | 22.03.1966      | [ ГС 117 ] |
| 142        | Хромичева Стефания Иосифовна      | 1914 — ????             | Председатель колхоза имени Ивана Франко Городенковского района Ивано-Франковской области | 31.12.1965      |            |
| 143        | Хромов Владимир Григорьевич       | 25.09.1947 — 05.06.2004 | Машинист буровой установки мостостроительного отряда № 54 Мостостроительного треста № 10 Министерства транспортного строительства СССР, Амурская область                                    | 25.10.1984      | [ ГС 118 ] |
| 143.000004 | Хропач Надежда Илларионовна       | 1929 — ????             | Звеньевая колхоза «Большевик» Менского района Черниговской области | 23.04.1952      | [ ГС 119 ] |
| 144        | Хрулевский Николай Григорьевич    | 18.11.1918 — 01.11.1992 | Аппаратчик Верхнеднепровского крахмало-паточного комбината Министерства пищевой промышленности Украинской ССР, Днепропетровская область                                                     | 26.04.1971      | [ ГС 120 ] |
| 145        | Хруничев Михаил Васильевич        | 04.04.1901 — 02.06.1961 | Первый заместитель Народного комиссара боеприпасов СССР, генерал-майор инженерно-технической службы, гор. Москва                                                                            | 16.09.1945      | [ ГС 121 ] |
| 146        | Хрусталёв Владимир Александрович  | 27.07.1921 — 04.06.1991 | Главный конструктор ЦКБ-589 Государственного комитета Совета Министров СССР по оборонной технике, гор. Москва                                                                               | 17.06.1961      | [ ГС 122 ] |
| 147        | Хрусталёва Федосия Емельяновна    | род. 1929               | Звеньевая виноградарского совхоза имени Котовского Министерства пищевой промышленности СССР, Измаильский район Измаильской области                                                          | 05.07.1951      |            |
| 148        | Хрущёв Василий Семёнович          | 18.08.1928 — 29.01.1997 | Машинист коксовыталкивателя коксохимического цеха Нижне-Тагильского металлургического комбината Свердловского совнархоза                                                                    | 19.07.1958      | [ ГС 123 ] |
| 149        | Хрущёв Сергей Никитич             | 02.07.1935 — 18.06.2020 | Ведущий конструктор, заместитель начальника конструкторского бюро ОКБ-52 Государственного комитета по авиационной технике СССР, Московская область                                          | 28.04.1963      | [ ГС 124 ] |
| 150        | Хрущевский Михаил Михайлович      | 1906—1979               | Начальник строительного управления № 5 треста «Мосшахтострой» Главцентрошахтостроя Министерства строительства предприятий угольной промышленности СССР, Тульская область                    | 26.04.1957      | [ ГС 125 ] |
| 151        | Хрыпун Евдокия Егоровна           | 1921 — ????             | Рабочая Гонийского совхоза имени Берия Министерства сельского хозяйства СССР, Батумский район Аджарской АССР                                                                                | 05.07.1949      | [ ГС 126 ] |
| 152        | Хряпченко Фёдор Степанович        | 25.10.1925 — 30.08.2003 | Заведующий фермой колхоза имени Ленина Белгород-Днестровского района Одесской области | 06.03.1981      | [ ГС 127 ] |
| 153        | Хубулава Сергей Доментьевич       | 1913 — ????             | Звеньевой колхоза имени 25 февраля Ванского района Грузинской ССР | 09.08.1949      |            |
| 154        | Хугаев Хазби Шобикаевич           | 01.05.1923 — 17.11.1996 | Председатель колхоза «Красная Осетия» Моздокского района Северо-Осетинской АССР | 13.03.1981      | [ ГС 128 ] |
| 155        | Худайбергенов Атаджан             | 20.03.1918 — 20.05.1985 | Директор совхоза имени М. Горького Амударьинского района Каракалпакской АССР | 14.12.1972      | [ ГС 129 ] |
| 156        | Худайбергенова Джамила            | род. 1933               | Звеньевая колхоза имени Тельмана Ленинского района Ташаузской области | 14.02.1957      | [ ГС 130 ] |
| 157        | Худайбердиев Ахмадали             | 10.04.1920 — 1985       | Бригадир колхоза «Комсомол» Ленинского района Ошской области | 08.04.1971      | [ ГС 131 ] |
| 158        | Худайбердыева Оджик               | 1915 — ????             | Звеньевая колхоза имени Тельмана Ленинского района Ташаузской области | 30.07.1951      | [ ГС 132 ] |
| 159        | Худайбердыева Халбуви             | 1924 — ????             | Доярка колхоза «Баяут» № 3 Баяутского района Сырдарьинской области | 08.04.1971      |            |
| 160        | Худайкулиев Салай                 | род. 1935               | Механизатор колхоза имени Фрунзе Хазараспского района Хорезмской области | 10.12.1973      | [ ГС 133 ] |
| 161        | Худайкулов Саидназар              | 06.10.1913 — 30.01.1966 | Председатель колхоза имени Сталина Шаартузского района Сталинабадской области | 01.03.1948      | [ ГС 134 ] |
| 162        | Худайкулов Самат                  | 1914 — ????             | Бригадир полеводческой бригады колхоза имени Маленкова Чархинского района Самаркандской области                                                                                             | 11.01.1957      | [ ГС 135 ] |
| 163        | Худайназаров Атамурат             | 1928 — нет данных       | Тракторист, механик-водитель хлопкоуборочной машины совхоза «Хазарбаг» Денауского района Сурхандарьинской области                                                                           | 01.03.1965      | [ ГС 136 ] |
| 164        | Худайназаров Раимкул              | 1927 — ????             | Старший автоклавщик Гаурдакского серного комбината Министерства химической промышленности СССР, Туркменская ССР                                                                             | 28.05.1966      | [ ГС 137 ] |
| 165        | Худайназарова Тутихон             | 1928 — ????             | Бригадир колхоза имени Турсункулова Ферганского района Ферганской области | 30.04.1966      | [ ГС 138 ] |
| 166        | Худаяров Сеидмурад                | 1905 — ????             | Старший чабан колхоза имени Ленина Керкинского района Чарджоуской области | 05.06.1958      | [ ГС 139 ] |
| 167        | Худенков Алексей Фролович         | род. 15.05.1925         | Старший мастер цеха завода «Большевик» Министерства общего машиностроения СССР, гор. Ленинград                                                                                              | 08.09.1975      | [ ГС 140 ] |
| 168        | Худжамкулов Абдулла               | 1926 — ????             | Звеньевой совхоза «30 лет комсомола» Министерства хлопководства СССР, Сурхан-Дарьинская область                                                                                             | 02.10.1952      |            |
| 169        | Худжамкулов Маматмурат            | 1905 — ????             | Бригадир совхоза «30 лет комсомола» Министерства хлопководства СССР, Сурхан-Дарьинская область                                                                                              | 02.10.1952      |            |
| 170        | Худи Сэроко                       | 1877 — 23.04.1965       | Рыбак колхоза имени Ленина Ямальского района Ямало-Ненецкого национального округа | 07.04.1958      | [ ГС 141 ] |
| 171        | Худин Степан Сергеевич            | 1913 — 07.12.1995       | Комбайнёр Хлебодаровской МТС Волновахского района Сталинской области | 26.02.1958      | [ ГС 142 ] |
| 172        | Худовердов Лев Львович            | 1909 — ????             | Директор зернового совхоза «Приазовский» Министерства совхозов СССР, Приморско-Ахтарский район Краснодарского края                                                                          | 11.02.1949      | [ ГС 143 ] |
| 173        | Худоёрова Гулмаст                 | род. 1924               | Бригадир колхоза «Правда» Московского района Таджикской ССР | 30.04.1966      |            |
| 174        | Худолий Марта Саввична            | 09.1892 — 25.03.1964    | Звеньевая колхоза «Перше травня» Радомышльского района Житомирской области | 26.02.1958      | [ ГС 144 ] |
| 175        | Худына Гаврила Андреевич          | 09.04.1911 — 14.05.1982 | Заведующий районным отделом сельского хозяйства Северского района Краснодарского края | 06.05.1948      | [ ГС 145 ] |
| 176        | Худяков Геннадий Александрович    | 20.02.1933 — 01.11.2019 | Тракторист Зебляковского леспромхоза Министерства лесной и деревообрабатывающей промышленности СССР, Шарьинский район Костромской области                                                   | 07.05.1971      | [ ГС 146 ] |
| 177        | Худяков Иван Иванович             | 08.1904 — 05.02.1993    | Бригадир слесарей-монтажников треста «Мосстроймеханизация» № 5 Главмосстроя, гор. Москва | 01.02.1957      | [ ГС 147 ] |
| 178        | Худяков Пётр Яковлевич            | 15.06.1931 — 26.02.2009 | Бригадир слесарей Воронежского авиационного производственного объединения Министерства авиационной промышленности СССР                                                                      | 10.03.1981      | [ ГС 148 ] |
| 179        | Хужамов Рашид                     | 1900 — ????             | Звеньевой колхоза имени Сталина Нарпайского района Самаркандской области | 12.07.1950      | [ ГС 149 ] |
| 180        | Хужамурадов Джура                 | 1923 — ????             | Старший чабан совхоза «Большевик» Касанского района Кашкадарьинской области | 22.03.1966      | [ ГС 150 ] |
| 181        | Хуммедов Баллы                    | 1915 — 31.12.1965       | Главный зоотехник Душакской МТС Каахкинского района Ашхабадской области | 05.06.1958      | [ ГС 151 ] |
| 182        | Хундадзе Григорий Григорьевич     | 1907 — ????             | Главный агроном отдела сельского хозяйства Ланчхутского района Грузинской ССР | 29.08.1949      | [ ГС 152 ] |
| 183        | Хундадзе Михаил Барнабович        | 1908—1983               | Рабочий Ахалшенского совхоза Министерства сельского хозяйства СССР, Батумский район Аджарской АССР                                                                                          | 05.07.1949      | [ ГС 153 ] |
| 184        | Хунцария Самсон Максимович        | 1895 — ????             | Звеньевой колхоза «Колхида» Зугдидского района Грузинской ССР | 01.09.1951      | [ ГС 154 ] |
| 185        | Хупения Ясон Макваевич            | 1888 — ????             | Звеньевой колхоза имени газеты «Комунисти» Зугдидского района Грузинской ССР | 05.08.1949      | [ ГС 155 ] |
| 186        | Хурай Сафет Шугайбовна            | 09.04.1937 — 16.07.2003 | Звеньевая комсомольско-молодёжного звена колхоза «Путь Ильича» Теучежского района Адыгейской автономной области                                                                             | 07.03.1960      | [ ГС 156 ] |
| 187        | Хурамшин Талгат Закирович         | 01.05.1932 — 03.03.2019 | Директор Новоуфимского нефтеперерабатывающего завода Министерства нефтеперерабатывающей и нефтехимической промышленности СССР, Башкирская АССР                                              | 20.04.1971      | [ ГС 157 ] |
| 188        | Хурганов Хобрак Дылгырович        | 1908 — ????             | Бригадир колхоза имени Ленина Курумканского аймака Бурят-Монгольской АССР | 29.03.1948      | [ ГС 158 ] |
| 189        | Хуррамова Массис                  | род. 1930               | Бригадир колхоза имени Ахунбабаева Джаркурганского района Сурхандарьинской области | 25.12.1976      | [ ГС 159 ] |
| 190        | Хурсан Василий Николаевич         | 21.08.1925 — 23.07.2024 | Кузнец завода «Гомсельмаш» Министерства тракторного и сельскохозяйственного машиностроения СССР, Гомельская область                                                                         | 05.08.1966      | [ ГС 160 ] |
| 191        | Хуртесов Николай Александрович    | 15.10.1924 — 28.08.1981 | Тракторист колхоза имени Ленина Тихорецкого района Краснодарского края | 08.04.1971      | [ ГС 161 ] |
| 192        | Хурцидзе Анета Севериановна       | род. 1924               | Колхозница колхоза села Риони Цхалтубского района Грузинской ССР | 02.04.1966      | [ ГС 162 ] |
| 193        | Хурцидзе Людмила Иосифовна        | род. 1921               | Колхозница колхоза имени Берия Натанебского сельсовета Махарадзевского района Грузинской ССР                                                                                                | 29.08.1949      | [ ГС 163 ] |
| 194        | Хурцидзе Тина Ясоновна            | 1925 — ????             | Колхозница колхоза имени Леселидзе Махарадзевского района Грузинской ССР | 29.08.1949      | [ ГС 164 ] |
| 195        | Хурцилава Ирадион Павлович        | род. 1925               | Звеньевой колхоза имени Берия Гальского района Абхазской АССР | 21.02.1948      | [ ГС 165 ] |
| 196        | Хурцилава Шота Иванович           | род. 1927               | Звеньевой колхоза имени Берия Гальского района Абхазской АССР | 21.02.1948      | [ ГС 166 ] |
| 197        | Хурция Валериан Иванович          | 1910 — ????             | Бригадир тракторной бригады Цхакаевской 1-й МТС Грузинской ССР | 21.02.1948      | [ ГС 167 ] |
| 198        | Хусаинов Магсум Шайгазамович      | 15.08.1911 — 15.01.1987 | Первый секретарь Мензелинского райкома КПСС, Татарская АССР | 22.03.1966      | [ ГС 168 ] |
| 199        | Хусаинов Салим                    | род. 1928               | Машинист тепловоза локомотивного депо Душанбе Среднеазиатской железной дороги, Таджикская ССР                                                                                               | 04.05.1971      |            |
| 200        | Хусанов Оргинбай                  | 1909 — ????             | Бригадир совхоза «Гульбах» Задарьинского района Наманганской области | 08.04.1971      |            |
| 201        | Хусанов Рихситулла                | 1920 — ????             | Директор среднего городского профессионально-технического училища № 63, гор. Ташкент | 27.06.1978      | [ ГС 169 ] |
| 202        | Хусанова Назирхон                 | род. 1932               | Ткачиха Маргиланской фирмы авровых тканей «Атлас» Министерства лёгкой промышленности Узбекской ССР, Ферганская область                                                                      | 05.04.1971      | [ ГС 170 ] |
| 203        | Хусейнов Муса Арифулаевич         | 08.03.1930 — 28.01.2006 | Бригадир комплексной бригады строительно-монтажного управления № 2 треста «Ставропольнефтегазстрой» Министерства газовой промышленности СССР, Ставропольский край                           | 01.07.1966      | [ ГС 171 ] |
| 204        | Хусенова Кизбиби                  | 1926 — ????             | Председатель колхоза имени Ленина Гиждуванского района Бухарской области | 07.03.1960      | [ ГС 172 ] |
| 205        | Хусинов Хаким                     | 1896 — ????             | Бригадир колхоза имени Кирова Комсомольского района Самаркандской области | 12.07.1949      | [ ГС 173 ] |
| 206        | Хускивадзе Николай Ираклиевич     | 1915 — ????             | Звеньевой колхоза «Комунисакен» Маяковского района Грузинской ССР | 05.09.1950      | [ ГС 174 ] |
| 207        | Хуснутдинова Мария Николаевна     | 10.05.1920 — 06.04.2003 | Бригадир колхоза имени XXI партсъезда Челнинского района Татарской АССР | 23.06.1966      | [ ГС 175 ] |
| 208        | Хутраева Мизалифа Магомед кызы    | род. 10.03.1920         | Звеньевая колхоза имени Ильича Белоканского района Азербайджанской ССР | 01.07.1949      |            |
| 209        | Хуттунен Иван Матвеевич           | 21.09.1927 — 20.04.2010 | Прессовщик Петрозаводского домостроительного комбината Министерства лесной, целлюлозно-бумажной и деревообрабатывающей промышленности СССР, Карельская АССР                                 | 17.09.1966      | [ ГС 176 ] |
| 210        | Хухрев Николай Васильевич         | 07.12.1908 — 04.02.1997 | Директор совхоза «Константиново» Подольского района Московской области | 22.03.1966      | [ ГС 177 ] |
| 211        | Хухрянский Пётр Иванович          | 03.12.1929 — 07.04.2014 | Старший мастер Харьковского станкостроительного завода имени Косиора Министерства станкостроительной и инструментальной промышленности СССР                                                 | 05.04.1971      | [ ГС 178 ] |
| 212        | Хухуа Татьяна Ионовна             | 1924 — ????             | Звеньевая колхоза имени Гегечкори Зугдидского района Грузинской ССР | 03.05.1949      | [ ГС 179 ] |
| 213        | Хуцаидзе Михаил Александрович     | 1903 — ????             | Звеньевой виноградарского совхоза «Цинандали» Министерства пищевой промышленности СССР, Телавский район Грузинской ССР                                                                      | 04.09.1950      | [ ГС 180 ] |
| 214        | Хуцишвили Владимир Андреевич      | 1905 — 04.1986          | Заведующий коневодческой фермой колхоза имени Сталина Цителицкаройского района Грузинской ССР                                                                                               | 17.08.1948      | [ ГС 181 ] |
| 215        | Хуцишвили Георгий Константинович  | 1925 — ????             | Звеньевой колхоза имени Тельмана Лагодехского района Грузинской ССР | 21.02.1948      | [ ГС 182 ] |
| 216        | Хуцураули Владимир Алексеевич     | 1923 — ????             | Бригадир колхоза села Тибаани Сигнахского района Грузинской ССР | 02.04.1966      | [ ГС 183 ] |
| 217        | Хушвахов Амир                     | 1914 — ????             | Председатель колхоза имени Калинина Китабского района Кашка-Дарьинской области | 11.01.1957      | [ ГС 184 ] |
| 218        | Хушимова Зайнаб                   | 1924 — ????             | Звеньевая колхоза «Кзыл-Юлдуз» Китабского района Кашка-Дарьинской области | 18.05.1949      | [ ГС 185 ] |
| 219        | Хушматов Абдулло                  | 1908 — ????             | Звеньевой колхоза «Социализм» Орджоникидзеабадского района Сталинабадской области | 01.03.1948      |            |
| 220        | Хыдиралиев Мадияр                 | 1884 — ????             | Старший табунщик колхоза «Интернационал» Джангалинского района Западно-Казахстанской области                                                                                                | 23.07.1948      |            |
| 221        | Хэ Донюн                          | 1896 — ????             | Звеньевой колхоза «Полярная звезда» Средне-Чирчикского района Ташкентской области | 01.11.1951      | [ ГС 186 ] |
| 222        | Хэ Рим                            | 02.1907 — 25.10.1978    | Колхозник колхоза «Полярная звезда» Средне-Чирчикского района Ташкентской области | 13.06.1950      | [ ГС 187 ] |
| 223        | Хэ Сергей                         | 15.01.1918 — 05.04.1994 | Звеньевой колхоза «Полярная звезда» Средне-Чирчикского района Ташкентской области | 18.05.1949      | [ ГС 188 ] |

| Навигационная таблица | Навигационная таблица |
| --------------------- | --------------------- |
| «Х»                   | Хабаров — Хецурия     |
| «Х»                   | Хзарджян — Хэ         |